# Mesocletodes monensis
Mesocletodes monensis är en kräftdjursart som först beskrevs av I. C. Thompson 1893.  Mesocletodes monensis ingår i släktet Mesocletodes och familjen Argestidae. Arten är reproducerande i Sverige. Inga underarter finns listade i Catalogue of Life.